# Legazpi
|  | Per a altres significats, vegeu «Legazpi (Madrid)». |

Legazpi és un municipi de Guipúscoa (País Basc), de la comarca de l'Alt Urola. Limita al nord amb Antzuola, Urretxu i Zumarraga, a l'est amb Oñati, al sud amb Zegama i la Parzoneria d'Alzania i amb Zerain, Mutiloa i Gabiria a l'est.

## Topònim
A l'hora d'abordar el significat etimològic de Legazpi, tots els filòlegs coincideixen a reconèixer la presència de la paraula basca "azpi", que significa "sota" o "part inferior", segons s'utilitzi com a adverbi o com a substantiu. Tanmateix, no hi ha acord per al principi del nom. S'han proposat les següents etimologies, totes elles basades en el basc: "Legats" o "Legartz" = terra pedrerosa (referida a la de les forestes), "Legatz" = lluç (recordant la presència de dos peixos en l'escut municipal), "Leku" = lloc (lloc per estar en una vall entre forestes altes).
No obstant això la interpretació més probable és aquesta altra: segons se sap els ferrones de Legazpia s'assortien de ferro en les mines de les forests properes, Lekanburu en concret (avui dit Oilargain, a Mutiloa). Després ho elaboraven en la vall, a la vora de l'Urola, en el que actualment és Legazpi. Van anomenar "Lekan-buru" al capdavant o cim de Lekan i "Lekan-azpi" (Lekazpi, Legazpi) al lloc sota les mines de Lekan, És a dir, que Legazpi és la part baixa i Lekanburu la part alta d'un mateix lloc geogràfic. El nom del poble s'ha transcrit tradicionalment com Legazpia, romanent aquesta variant com nom formal de la localitat en espanyol.
La -a final té valor d'article en euskera i per això és habitual que es perdi en els topònims. Així en aquest idioma se sol dir al poble Legazpi en comptes de Legazpia. La pronunciació és una mica diferent, el nom es pronuncia en eusquera semblant a Legaspi, ja que la z en euskera té un so diferent a la z i s, encara que més semblant a la segona. Per la resolució del 12 d'abril de 1991 de la Viceconselleria d'Administració Local, publicada en el BOPV del 22 d'abril del mateix any, es va canviar el nom oficial del municipi de Legazpia a Legazpi.
Existeix una ciutat en Filipines, denominada Legazpi, així com un barri en Madrid del mateix nom. Ambdós deuen el seu nom al conquistador Miguel López de Legazpi, que era natural de la veïna localitat de Zumarraga i la família de la qual era oriünda de Legazpi.

## Personatges rellevants
- Patricio Echeverría (1882-1972): industrial. Fundador de l'empresa Bellota Herramientas.[2]
- Gerhard Bähr (1900-1945): lingüista[3]
- José Ramón Beloki Guerra (1947): periodista i polític del Partit Nacionalista Basc. Diputat del Congrés d'Espanya.[4]
- José Ignacio de Juana Chaos (1955): membre d'ETA
- Iñaki Garitaonaindia "Gari" (1964): cantant del grup Hertzainak[5][6]

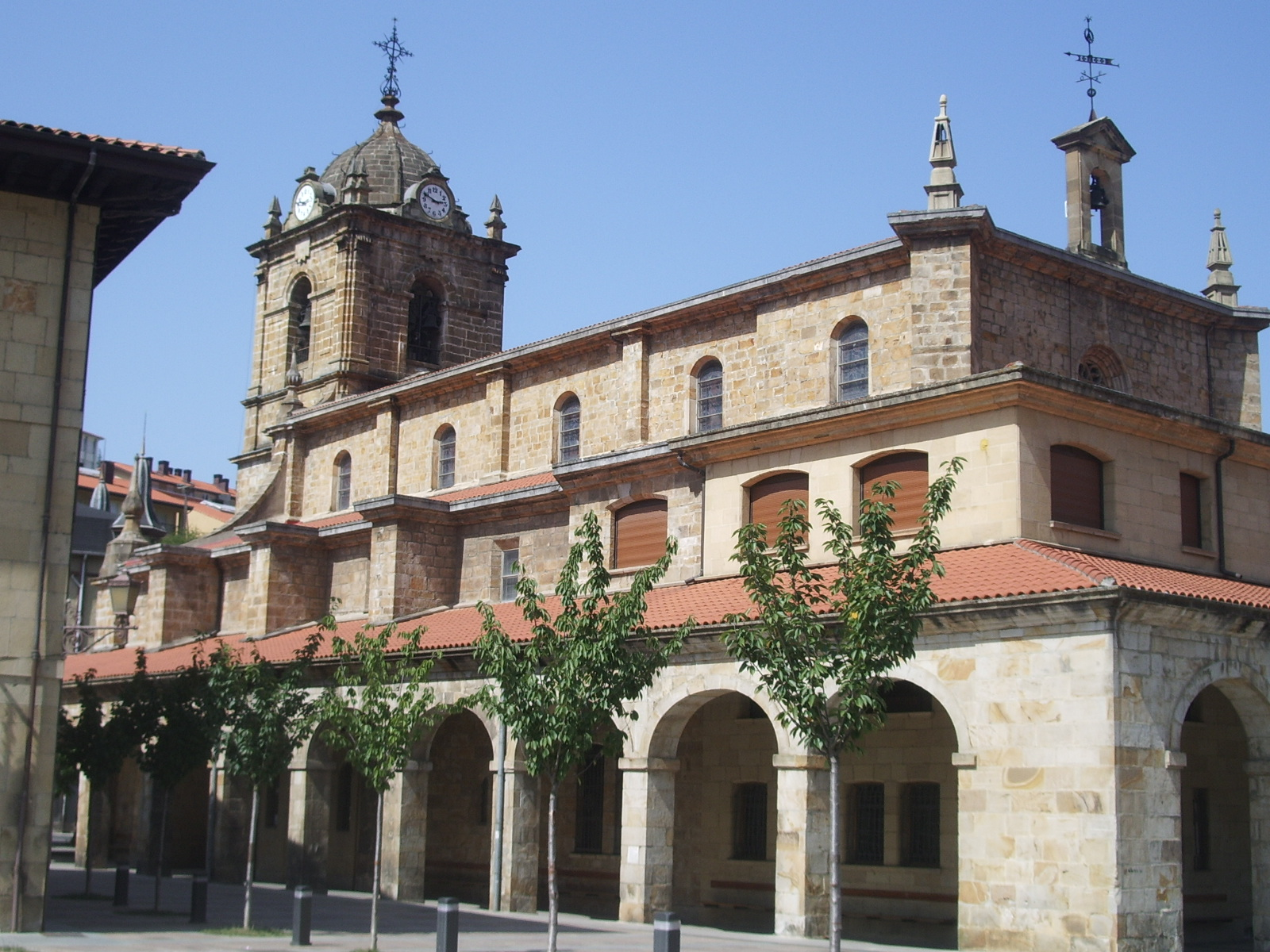
Església de Legazpi

- Irene Paredes (1991): futbolista